# Javier de Felipe
Javier de Felipe Oroquieta (Madrid, 28 de octubre de 1953) es un biólogo investigador especialista en el estudio anatómico del cerebro humano.

## Trayectoria
De Felipe estudió Biología, se licenció en 1975 y se doctoró en 1979 en la Universidad Complutense de Madrid. Realizó su formación posdoctoral de 1980 a 1983 en el Instituto Cajal, con investigaciones sobre la corteza cerebral. Continuó estas investigaciones en Estados Unidos desde 1983 en la escuela de medicina de la Universidad de Washington, de 1984 a 1985 en la Universidad de California en Irvine, donde continuó entre 1989 y 1991 como “Visiting Scientist”. Desde 1991 es profesor de investigación en el Instituto Cajal del Consejo Superior de Investigaciones Científicas. También es director, en el Centro de Tecnología Biomédica (CTB) de la Universidad Politécnica de Madrid (UPM), del laboratorio Cajal de Circuitos Corticales.
De Felipe regresó en 1991 al Instituto Cajal y formó un equipo de investigación para analizar las alteraciones de la corteza cerebral en pacientes con epilepsia. En 1997 participó en el proyecto Neurolab de la NASA para estudiar el impacto de los vuelos espaciales en los circuitos neuronales del cerebro. Desde 2006 comenzó investiga los efectos de la enfermedad de Alzheimer en la microestructura y microorganización de la corteza cerebral.
De Felipe participa en el proyecto Blue Brain, desde que se inició en el año 2005, liderado por el profesor Henry Markram. El proyecto Blue Brain se convirtió en una iniciativa internacional, en la que España participa con el proyecto Cajal Blue Brain liderado por De Felipe. El proyecto Blue Brain ha servido de base para proponer el proyecto mundial denominado Human Brain Proyect de la Comisión Europea, iniciado en octubre de 2013, que cuenta con la participación de laboratorios e instituciones de todo el mundo. De Felipe es codirector, junto al profesor Seth Grant, de la división de Neurociencia molecular y celular.
De Felipe ha recibido premios y reconocimientos como el Krieg Cortical Kudos Award que le otorgó el Cajal Club de Estados Unidos en 1999 por su trabajo sobre la corteza cerebral, o el premio, Cátedra Santiago Ramón y Cajal de la Academia de Ciencias de México que recibió en 2005, o el nombramiento en 2013 de miembro honorario de la American Association of Anatomists por sus investigaciones sobre ciencias anatómicas.

## Reconocimientos
- 1999 Krieg Cortical Kudos Award del Cajal Club de Estados Unidos.
- 2005 Cátedra Santiago Ramón y Cajal de la Academia de Ciencias de México.
- 2013 miembro de honor de la Asociación Americana de anatomistas.
- 2017 fue seleccionado por la revista Quo y el Consejo Superior de Investigaciones Científicas para la «Selección Española de la Ciencia», como uno de «los más brillantes científicos e investigadores españoles».[8]

## Obras seleccionadas
- 2009 Cajal's Butterflies of the Soul: Science and Art. ISBN: 978-0195392708.[9]
- 2014 El jardín de la Neurología: sobre lo bello, el arte y el cerebro. ISBN: 9788434021563.[10]
- 2017 Cajal's Neuronal Forest: Science and Art. ISBN: 978-0190842833.[11]
- 2022 De Laetoli a la Luna. El insólito viaje del cerebro humano. ISBN: 978-84-9199-426-8.[12]